# Sakata Hiroo
Sakata Hiroo (japanisch 阪田 寛夫; geboren 18. Oktober 1925 in Osaka; gestorben 22. März 2005) war ein japanischer Dichter und Schriftsteller.

## Leben und Wirken
Sakata Hiroo machte seinen Studienabschluss im Fach Japanische Geschichte an der Universität Tokio. Anschließend wurde er Mitarbeiter des Senders „Asahi Hōsō“ (朝日放送). 1963 gab er die Anstellung auf, um sich ganz Gedichten, Romanen, Kinderbüchern und Drehbüchern für Rundfunksendungen zu widmen. 1965 erschien seine Gedichtsammlung „Watashi no Dōbutsuen“ (わたしの動物園) – „Mein Zoologischer Garten“.
1974 erhielt Sakata den Akutagawa-Preis für den Roman „Tsuchi no Utsuwa“ (土の器) – „Irdenes Gefäß“, 1984 den Mainichi-Kulturpreis für die Biografie „Waga Kobayashi Ichizō kiyoshiku masashiku utsukushiku“ (わが小林一三 清く正しく美しく) – „Unser Kobayashi Ichizō, rein, korrekt und schön“, und 1987 den Kawabata-Yasunari-Literaturpreis für „Kaidō Tōsei“ (海道東征) – „Weg am Meer Richtung Osten“. Dazu kommen Preise für japanische Kinderlieder (日本童謡賞, Nihon Dōyō-shō), u. a. für „Utae banban“  (うたえバンバン), „Satchan“ (サッちゃん), eine Gedichtsammlung. Weiter Kinderbücher sind  „Onaka noberu uta“ (おなかのへるうた), „Torajii-chan no Bōken“ (トラジイちゃんの冒険) – „Die Abenteuer des kleinen Torajii“, für das er 1980 mit dem Noma-Kinderliteraturpreis ausgezeichnet wurde.
Sakata verfasste eine Reihe von Biografien in einem neuen, persönlichen Stil. Er verfasste mehr als 50 Bücher, fertigte zahlreich Übersetzungen von Kinderbüchern für das nach Friedrich Fröbel benannte „Fröbel-Haus“ (フレーベル館) in Tokio an, so von dem amerikanischen Kinderbuchautor Richard Scarry. Er schrieb er den Text für die Oper „Kicchomu jōten“ (吉四六昇天) – „Die Himmelfahrt des Kicchomu“, komponiert von Shimizu Osamu, uraufgeführt 1973.
Sakata war Mitglied der Akademie der Künste.